# Скалка (Светлогорский район)
Скалка (бел. Ска́лка) — деревня в Паричском сельсовете Светлогорского района Гомельской области Республики Беларусь.

## География

### Расположение
В 22 км на северо-запад от Светлогорска, 23 км от железнодорожной станции Светлогорск-на-Березине (на линии Жлобин — Калинковичи), 132 км от Гомеля.

### Гидрография
На реке Рудянка (приток реки Березины).

## Транспортная сеть
Автодорога Светлогорск — Паричи. Планировка состоит из прямолинейной меридиональной улицы, к которой присоединяются 2 переулка. Застройка двусторонняя, деревянная, усадебного типа.

## История
Согласно письменным источникам известна с XIX века как селение в Паричской волости Бобруйского уезда Минской губернии. В 1879 году обозначена в числе селений Паричского церковного прихода. Согласно переписи 1897 года действовали часовня, водяная мельница.
В 1918 году открыта школа, которая размещалась в строении бывшей Паричской экономии. В 1929 году организован колхоз. 10 жителей были репрессированы в 1930-х годах. Во время Великой Отечественной войны в июне 1944 года оккупанты полностью сожгли деревню и убили 3 жителей. Согласно переписи 1959 года располагался клуб.
До 16 декабря 2009 года в составе Козловского сельсовета, с 16 декабря 2009 года в составе Паричского поселкового Совета депутатов, с 12 декабря 2013 года в составе Паричского сельсовета.

## Население

### Численность
- 2021 год — 65 жителей

### Динамика
- 1897 год — 34 двора, 184 жителя (согласно переписи)
- 1908 год — 40 хозяйств, 323 жителя
- 1917 год — 49 дворов
- 1925 год — 64 двора
- 1940 год — 116 дворов, 330 жителей
- 1959 год — 378 жителей (согласно переписи)
- 2004 год — 63 хозяйства, 121 житель
- 2021 год — 65 жителей

## Достопримечательность
- Городище, 4 км от деревни —  Историко-культурная ценность Республики Беларусь, шифр 313В000776
- Поселение периода Средневековья, памятник археологии, урочище Греческое —  Историко-культурная ценность Республики Беларусь, шифр 313В000777

## Известные уроженцы
- Горелик, Цаллер Абрамович (1902—19??) — советский военачальник, гвардии полковник.